# Gaston Duhesme
Guillaume Jean Marie Gaston, comte Duhesme, né le 21 juillet 1833 à Paris et mort le 29 août 1905 à Versailles est un général français du Second Empire et de la IIIe République.

## Biographie
Né le 21 juillet 1833 à Paris, il entre à l'École impériale spéciale militaire le 13 novembre 1953 (promotion de Turquie) et en sort deux ans plus tard avec la grade d'officier.
Nommé sous-lieutenant le 1er octobre 1855, il est affecté au 6e régiment de chasseurs avec lequel il va tenir garnison à Lunel, Carcassonne et Sarreguemines.
Il participe à la campagne d'Italie et à l'occupation de ce pays du 12 mai 1859 au 22 mars 1860. Le 8 décembre 1860, il est fait comte à la suite du décès de son père.
Promu lieutenant dans le même régiment le 28 janvier 1860, il suit les cours de l'École de cavalerie de Saumur du 31 octobre 1861 au 31 octobre 1862.
Capitaine en 1863, il épouse, le 21 avril 1865, Jeanne-Louise-Amélie Niel, fille du maréchal.
Envoyé le 18 octobre 1865 en Algérie, avec son régiment, il le quitte aussitôt pour occuper les fonctions d'officier d'ordonnance du général de Ladmirault, sous-gouverneur général de l'Algérie et chef d'état-major général du 7e corps d'armée, puis de son successeur, le général Durrieu.
Nommé officier d'ordonnance de son beau-père, le maréchal Niel, alors ministre de la Guerre, le 15 février 1867, il rentre en France le 13 mars pour prendre sa fonction.
Fortement poussé dans sa carrière militaire par ces supports prestigieux, il est nommé chef d'escadrons le 5 août 1869, et affecté au 2e régiment de hussards.
Durant la guerre de 1870, sous les ordres du colonel Carrelet, le 2e hussards appartient à la 1re brigade (général de Montaigu) de la division de cavalerie (général Legrand) du 4e corps (général de Ladmirault). Dès le 27 juillet 1870, il participe à une forte reconnaissance en Allemagne. Il est ensuite engagé au combat de Boulay le 9 août, de Borny le 14 août, à la bataille de Mars-la-Tour le 16 août, où il participe à la grande charge contre le 13e régiment de dragons prussiens, et à celle de Saint-Privat le 18 août.
Après cette dernière, enfermé avec l'armée dans Metz, le 2e hussards contribue à plusieurs sorties, et se signale notamment à Sainte-Barbe le 30 août, à Servigny le 31 août et à Sainte-Ruffine le 28 septembre.
Après s'être distingué dans ces opérations le chef d'escadrons Duhesme est nommé chevalier de la Légion d'honneur le 5 septembre 1870. Son régiment étant compris dans la reddition de la place de Metz, le 29 octobre 1870, il est fait prisonnier et interné en Allemagne.
Rentré en France le 16 mars 1871, il retrouve son régiment reconstitué et participe aux opérations de répression de la Commune de Paris du 2 mai au 7 juin. Il va ensuite prendre garnison à Saint-Germain, à Pont-à-Mousson et à Toul.
Lieutenant-colonel en 1874, il est affecté au 12e régiment de hussards, créé l'année précédente, et tient successivement garnison à Saint-Germain, au camp de Rocquencourt, à Dinan et à Rennes.
Promu colonel le 12 janvier 1878, il reçoit le commandement du 8e régiment de dragons, à Valenciennes.
Nommé général de brigade le 12 juillet 1884, il prend le commandement de la 1re brigade de cavalerie à Lille, où il est promu officier de la Légion d'honneur le 29 décembre 1887. Le 7 juillet 1888, il passe au commandement de la 3e brigade de cuirassiers à Paris, puis, le 4 novembre 1891, il devient inspecteur général du 2e arrondissement d'inspection permanente de cavalerie.
Promu au grade de général de division le 9 avril 1892, il est maintenu dans son emploi d'inspecteur général jusqu'au 31 décembre 1894 et reçoit, le 22 décembre 1894, le commandement de la 5e division de cavalerie.
A cette fonction, il ajoute celles de membre du comité technique de la Cavalerie le 18 avril 1895 et d'inspecteur général, du 11e arrondissement de cavalerie en 1895, 1896 et 1897 et du 6e arrondissement en 1898.
Placé au cadre de réserve le 21 juillet 1898, il est maintenu en activité jusqu'au 31 décembre suivant, date de la fin de sa mission d'inspection. Il est alors commandeur de la Légion d'honneur depuis le 10 juillet 1894.
Il meurt le 29 août 1905 à Versailles.

## Vie privée
Le général Duhesme est le fils du comte Eugène Duhesme (1799-1842), pair de France, capitaine de cavalerie, officier d'ordonnance du roi, mort au combat en Algérie, et de Marie Jeanne Berthe de France.
Il épouse Jeanne Louise Amélie Niel le 21 avril 1865 à Toulouse, sans postérité.
Il était le petit-fils du général Guillaume Philibert Duhesme (1766-1815) et du général Jean-Marie Defrance (1771-1835), le neveu du général Léon Duhesme (1810-1870), le gendre du maréchal Adolphe Niel (1802-1869) et le beau-frère du général Léopold Niel (1846-1918).

## Distinctions

### Décorations
- Commandeur de la Légion d'honneur[6]
- Médaille commémorative d'Italie
- Chevalier de l'Ordre des Saints Maurice et Lazare
- Chevalier de l'Ordre de l'Epée de Suède
- Chevalier de l'Ordre de Pie IX

### Titres et Armoiries
- Titre héréditaire de comte Duhesme et de l'Empire (confirmé par décret du le 8 décembre 1860)[3]| Blason | Blasonnement : De gueules à un lion d'or tenant de la patte dextre une épée d'argent et soutenu d'une rivière du même - Surmonté d'une couronne de Comte |

## Sources
1. 1 2 3  Gustave Chaix d'Est-Ange, Dictionnaire des familles françaises anciennes ou notables à la fin du XIXe siècle. XV. Duh-Dyé, 1917 (lire en ligne)
2. 1 2  Gaston Braive, Duhesme (1766-1815), Cercle d'histoire et d'archéologie du pays de Genappe, 2001, 555 p. (lire en ligne)
3. 1 2  « Confirmation du titre de Comte à Guillaume Jean Marie Gaston Duhesme », sur Archives nationales
4. ↑  Revue de l'académie de Toulouse et des autres académies de l'empire, 1865 (lire en ligne)
5. 1 2 3 4  « Historique du 6ème régiment de Chasseurs »
6. 1 2  « Fiche Gaston DUHESME », sur Base Leonore